# Bruno Gmünder Verlag

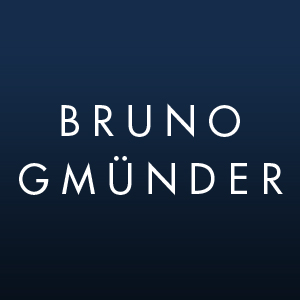
Logo

Die Bruno Gmünder GmbH war ein 1981 gegründetes Berliner Medienunternehmen, das Medien für schwule Männer produzierte und zu den weltweiten Marktführern in diesem Bereich zählte. Mehrheitsgesellschafter war bis 2011 Bruno Gmünder. Nach Anmeldung der Insolvenz im Mai 2014 kaufte Bruno Gmünder als Minderheitsgesellschafter zusammen mit dem Rechtsanwalt Frank Zahn die Gmünder Group erneut. Sie wurde als Bruno Gmünder GmbH fortgeführt. Auch diese GmbH stellte im März 2017 einen Insolvenzantrag. Der Bruno Gmünder Verlag wurde schließlich von Salzgeber Medien übernommen und wird dort als Marke Bruno Books der Salzgeber Buchverlage fortgeführt.

## Verlagskonzept
Das Gesamtprogramm umfasste neben schwuler Belletristik und Sachbüchern die Schwerpunkte Reiseführer, Fotobände, Ratgeber, Comics, Kunstbände und verschiedene Monatsmagazine. Pro Jahr produzierte die Group mit zirka 80 festen Mitarbeitern (2003: 40) zwischen 120 und 150 neue Titel und vertrieb diese weltweit. Die Mediengruppe hatte einen Mitarbeiterstand von ca. 100 Personen. Der Markt in Deutschland machte etwa 25 Prozent des Umsatzes aus, der größte ausländische Markt waren die Vereinigten Staaten.
Wichtigste Titel waren die Reiseführer der Reihe Spartacus Travel Guides mit dem Hauptprodukt Spartacus International Gay Guide, der auch als regionale Ausgabe für Berlin als Spartacus Berlin Gay Guide (früher Berlin von hinten) erschien, Fotobände von Rick Day, Mark Henderson, Tom Bianchi, Howard Roffman, Bel Ami, Hot House Entertainment, Comics von Joe Phillips, Mioki, Zack sowie das monatliche Lifestyle-Magazin männer und die Erotikmagazine Dreamboys und Macho und Porn Up.
Mit dem Unternehmen war die schwule Einzelhandelsgruppe Bruno’s verbunden. Hier sind neben genannten schwulen Publikationen u. a. auch Geschenkartikel, Unterwäsche und Sextoys zu beziehen.

## Geschichte

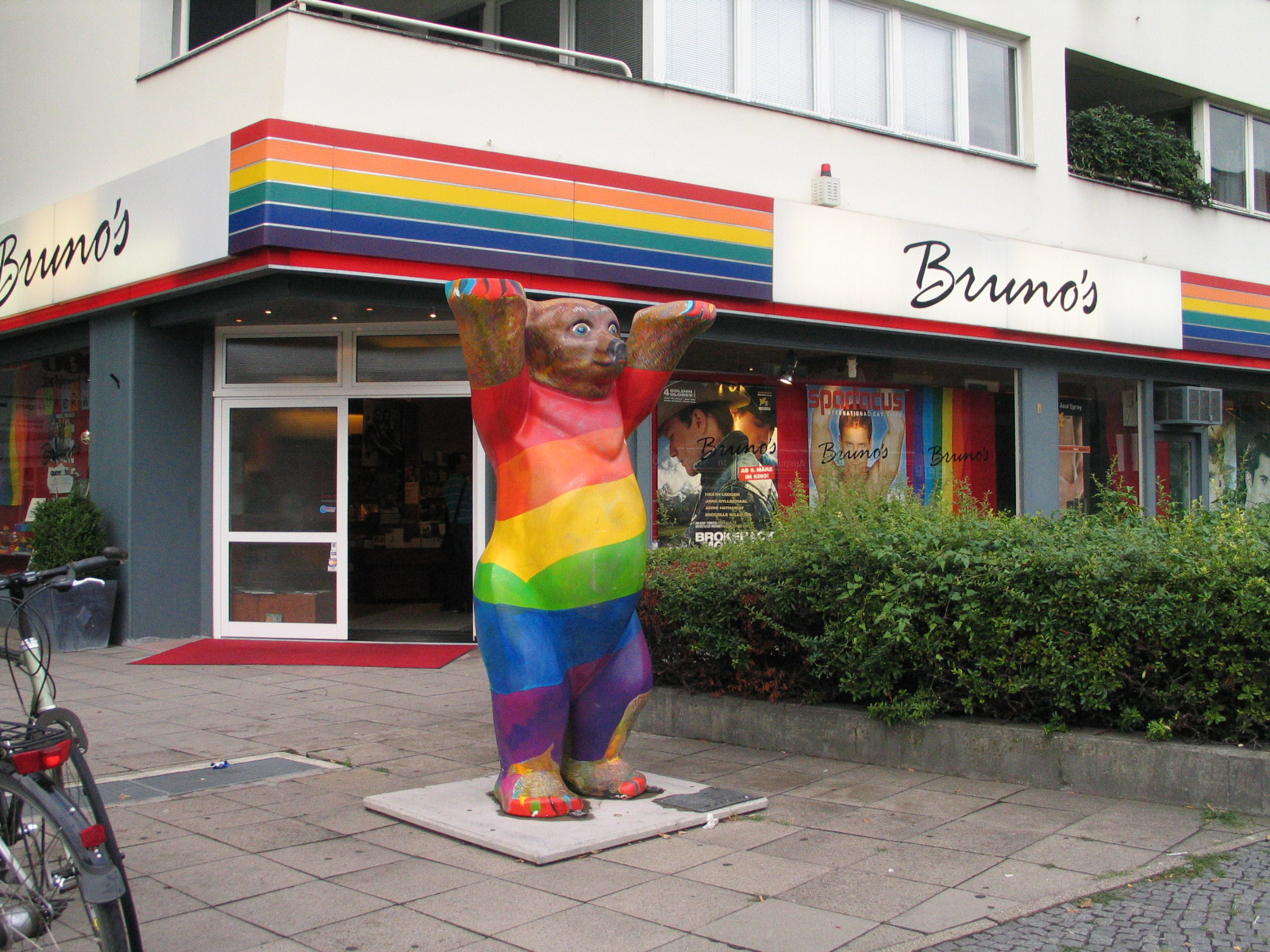
Bruno’s Laden in Berlin, 2006

Unter der Beteiligung Christian von Maltzahns (1956–1997) wurde im November 1978 in Berlin der Buchladen Eisenherz (früher Prinz Eisenherz Buchhandlung) eröffnet. Ab 1979 gehörte auch Bruno Gmünder (* 1956) zum Eisenherz-Team. Im Jahre 1981 gründeten die beiden damals 25-jährigen Freunde den Verlag unter dem Motto:

„Wir sind homo, wir machen homo und wir wollen dem Homo zum Buch verhelfen.“

Zur Philosophie des Unternehmens meint Bruno Gmünder:

„Wir haben uns nie als ein Unternehmen verstanden, das Bücher macht, die über Homosexualität aufklären. Wir wollten immer Bücher für uns machen. Wir haben immer gesagt, wir müssen die Medien machen, die uns fehlen.“

Und zu seiner persönlichen Motivation:

„Ich denke, das ist einfach Neugier. Neugier auf das Leben, auf das Unbekannte. Gerade als Schwuler habe ich gelernt, dass es wichtig ist, immer einen Schritt weiter zu gehen. Und das ist es eigentlich auch, was mein Leben kennzeichnet. Insofern habe ich trotz Verlust meines Partners und sehr vieler anderer geliebter Menschen jede Veränderung immer als eine Herausforderung empfunden, um etwas Neues zu wagen und Dinge intensiver anzugehen.“

### Buchreihe Städte von hinten
In einem Hinterhof arbeiteten sie an ihrem ersten Buchprojekt, einem Stadtführer über das schwule Berlin. Der Freund Berthold Spangenberg, Inhaber des Heinrich Ellerman Verlags, hatte die Reihen-Idee mit dem Titel von hinten. Die erste Auflage von 5000 Stück, welche selbst in die Berliner Szene ausgeliefert wurde, war zu einem Preis von 10 DM innerhalb von vier Wochen ausverkauft. Im Frühjahr 1982 erschien München von hinten und kurz darauf Hamburg von hinten. Es gab mit dem Verlag rosa Winkel schon längere Zeit einen schwulen Verlag, doch fehlten Gmünder und Maltzahn dort bestimmte Produkte. Im selben Jahr verlegten sie unter Vermittlung von Spangenberg mit Der fromme Tanz den frühen schwulen Roman von Klaus Mann. Ebenfalls 1982 riefen sie mit Michael Föster und Theo Düppe das Magazin Torso ins Leben, welches einen Mix aus Lifestyle und politisch-engagierten Journalismus bot und zwei Jahre später wieder eingestellt wurde. 1983 gründeten Mediziner, Journalisten, Barbesitzer und Bruno Gmünder die Deutsche AIDS-Hilfe, um eine Organisation zu schaffen, damit andere Medien in Bezug auf Aids nicht gegen, sondern mit Schwulen arbeiteten.
Die Produktions- und Vertriebsmöglichkeiten waren nicht optimal. Schon alleine Druckereien zu finden war schwer. Oft hieß es, dass sie Auszubildende hätten und deshalb so etwas nicht drucken könnten. Damals ging es dabei nicht um Sex oder Porno, sondern schwule Inhalte allein reichten dafür aus. Konservative Medien verweigerten Werbeeinschaltungen komplett und auch liberale Medien wie etwa Die Zeit oder Der Spiegel sträubten sich, um nicht als Promoter der „Homosache“ zu erscheinen. Hilde von Lang, Lebensgefährtin des Zeit-Herausgebers Gerd Bucerius, verfasste die Absage – anscheinend wegen der Peinlichkeit – sogar eigenhändig, inklusive vieler Tippfehler. Auch im Buchhandel wurde kaum schwule Literatur angeboten und es gab nur wenige schwule Buchläden in den großen Metropolen. Trotz dieser Widrigkeiten wuchs der Verlag, indem er in den szeneeigenen Medien warb, Flyer verteilte und einen Versandhandel aufbaute. Wegen des zunehmenden Platzmangels zog der Verlag in den folgenden Jahren mehrmals innerhalb Berlins um.
Der jährliche Spartacus wurde 1986 ins Verlagsprogramm aufgenommen; bis 2006 wurden davon 1,5 Millionen Exemplare verkauft. Ab 1987 orientierte sich der Verlag international. Im selben Jahr erschien die erste Ausgabe von Männer. Konzeptionell leicht verändert erschien das Magazin ab 1989 unter dem Namen Männer aktuell, im Oktober 2007 kehrte man jedoch zum ursprünglichen Titel zurück. In Berlin eröffnete dann 1988 der Laden Bruno’s, von dem es 2006 jeweils zwei in Berlin und Köln gab, sowie jeweils einen in Hamburg und München. Im Jahre 1997 starb Gmünders Partner Maltzahn an den Folgen von Aids.
Seit 2004 war der langjährige Mitarbeiter Michael Taubenheim gemeinsam mit Gmünder Mitgeschäftsführer des Verlags und des Handels. Am 3. Juni 2011 verkaufte Bruno Gmünder die Mehrheit seiner Anteile am Unternehmen an Tino Henn, Nik Reis und Michael Taubenheim. Henn wurde Vorsitzender der Geschäftsführung.

### kreuz.net
Im Oktober 2012 setzte die Bruno Gmünder Group ein „Kopfgeld“ von 15.000 € für Hinweise aus, die zur Ermittlung und rechtskräftigen Verurteilung der Betreiber des rechtsextremen und homophoben Blogs kreuz.net führen. Die Koordination der daraus entstandenen Kampagne Stoppt kreuz.net übernahm der römisch-katholische Theologe David Berger. In einem Brief an die Deutsche Bischofskonferenz forderte die Group diese auf, die Aktion zu unterstützen.
Während die Deutsche Bischofskonferenz die Unterstützung verweigerte, arbeiteten die römisch-katholische Kirche in Österreich und die Schweizer Bischofskonferenz mit Berger zusammen. Im Oktober und November 2012 stellten sich Verbindungen zwischen kreuz.net und dem Netzwerk katholischer Priester heraus. Am 2. Dezember 2012 wurde kreuz.net aus öffentlich bisher unbekannten Gründen abgeschaltet. Aufgrund der eingegangenen Hinweise geht Berger davon aus, hinter kreuz.net steckten im Dienst der römisch-katholischen Kirche stehende Personen.
Im Verlauf einer Razzia gegen zwei katholische Priester in Österreich, die auch auf gloria.tv aktiv waren, wurde im August 2013 der Rechner von kreuz.net entdeckt und beschlagnahmt. Die beiden Priester erhielten Strafanzeigen und wurden aus ihren Kirchen abgezogen, blieben aber auf freiem Fuß. Der Verlag beschrieb die Kampagne auf seiner Website als erfolgreich.

### Insolvenzverfahren
Am 28. Mai 2014 stellte die Bruno Gmünder Group Insolvenzantrag beim Amtsgericht Charlottenburg. Die im Rahmen der Aktion Stoppt kreuz.net ausgesetzte Prämie sollte nach Mitteilung des damaligen Geschäftsführers Henn nicht in die Insolvenzmasse eingehen und weiter zur Auszahlung bereitstehen. Am 1. November 2014 übernahm Frank Zahn die Geschäfte aus der Insolvenz und führt es mit dem Schwerpunkt Publishing weiter. Nach Abwendung der Insolvenz wurde am 2. Dezember 2014 bekannt, dass die Spendengelder doch in die Insolvenzmasse eingeflossen waren; Gmünder sagte zu, sein Anteil in Höhe von 10.000 € stehe weiter der Person, die zur Verurteilung der kreuz.net-Betreiber führe, als Belohnung zur Verfügung.

## Kritik

### Konflikt mit der Deutschen AIDS-Hilfe
Im Dezember 2014 kündigte die Deutsche AIDS-Hilfe ihre Anzeigenkampagne in der vom Bruno Gmünder Verlag herausgegebenen Zeitschrift Männer und begründete dies mit angeblich rechtspopulistischen und diskriminierenden Äußerungen des Chefredakteurs David Berger im August und November des Jahres. Der Bruno Gmünder Verlag erklärte zunächst, sich nicht von Berger zu distanzieren und an ihm festzuhalten, was dem Verlag negative Kritik seitens der Website queer.de eintrug. Am 1. Februar 2015 wurde Berger jedoch als Chefredakteur von Männer fristlos entlassen.

### Studie zu pädosexuellen Netzwerken in Berlin
In einer im Februar 2021 veröffentlichten Vorstudie der Aufarbeitungskommission, in der die Vernetzungen, Organisationsformen und Strukturen Pädokrimineller in Westberlin seit den 1970er-Jahren dargestellt werden, wird deutlich, dass Westberlin bis zur Wiedervereinigung das Zentrum pädosexueller Netzwerke war. In diesem Zusammenhang wird der Reiseführer Berlin von hinten des Bruno Gmünder Verlags mehrfach erwähnt.